# Drentse Acht van Westerveld
Die Drentse Acht van Westerveld (inoffiziell Drentse 8) ist ein niederländisches Straßenradrennen im Frauenradrennsport, welches in der Provinz Drenthe mit Start und Ziel in Dwingeloo ausgetragen wird.
Die Drentse 8 wurde erstmals 2007 unter dem Namen Drentse 8 van Dwingeloo veranstaltet und entwickelte sich ebenso, wie die Ronde van Drenthe aus dem Novilon Eurocup, der damals als Etappenrennen im Rahmen des Männerrennens Ronde van Drenthe ausgetragen wurde. Das Männerrennen, heute unter dem Namen Profronde van Drenthe, wird an einen mit den beiden Frauenrennen an einem Wochenende ausgetragen.
Nachdem das Rennen auch zwischenzeitlich auch offiziell Drentse 8 und später Molecaten Drentse 8 bzw. Molecaten Drentse Acht van Westerveld hieß, wurde es 2016 in Drentse Acht van Westerveld umbenannt. Nachdem es zunächst der 1. UCI-Kategorie angehörte, wurde es ab 2013 in die 2. Kategorie herabgestuft. Die Austragung des Jahres 2023 wurde wieder in die 1. Kategorie des internationalen Kalenders hochgestuft, fiel aber witterungsbedingt aus.

## Palmarès
| Jahr                                  | Siegerin                    | Zweite               | Dritte               |          |
| ------------------------------------- | --------------------------- | -------------------- | -------------------- | -------- |
| Drentse 8 van Dwingeloo               |                             |                      |                      |          |
| 2007                                  | Regina Schleicher           | Rochelle Gilmore     | Giorgia Bronzini     |          |
| 2008                                  | Ina-Yoko Teutenberg         | Regina Schleicher    | Rochelle Gilmore     |          |
| 2009                                  | Ina-Yoko Teutenberg         | Regina Schleicher    | Kirsten Wild         |          |
| 2010                                  | Ina-Yoko Teutenberg         | Emma Johansson       | Annemiek van Vleuten |          |
| 2011                                  | Marianne Vos                | Shelley Olds         | Emma Johansson       |          |
| Drentse 8                             |                             |                      |                      |          |
| 2012                                  | Chloe Hosking               | Giorgia Bronzini     | Marianne Vos         |          |
| 2013                                  | Marianne Vos                | Giorgia Bronzini     | Emma Johansson       |          |
| Molecaten Drentse 8                   |                             |                      |                      |          |
| 2014                                  | Chantal Blaak               | Lucy van der Haar    | Lizzie Armitstead    |          |
| Molecaten Drentse Acht van Westerveld |                             |                      |                      |          |
| 2015                                  | Giorgia Bronzini            | Valentina Scandolara | Annemiek van Vleuten |          |
| Drentse Acht van Westerveld           |                             |                      |                      |          |
| 2016                                  | Leah Kirchmann              | Christine Majerus    | Anouska Koster       |          |
| 2017                                  | Chloe Hosking               | Lotte Kopecky        | Amalie Dideriksen    |          |
| 2018                                  | Alexis Magner               | Jolien D’hoore       | Chloe Hosking        |          |
| 2019                                  | Audrey Cordon-Ragot         | Amy Pieters          | Marta Bastianelli    |          |
| 2020                                  | abgesagt                    | abgesagt             | abgesagt             | abgesagt |
| 2021                                  | Chantal van den Broek-Blaak | Charlotte Kool       | Eleonora Gasparrini  |          |
| 2022                                  | Christine Majerus           | Alison Jackson       | Floortje Mackaij     |          |
| 2023                                  | abgesagt                    | abgesagt             | abgesagt             | abgesagt |
| 2024                                  | Sofie van Rooijen           | Chiara Consonni      | Rachele Barbieri     |          |